# Fritz Edinger

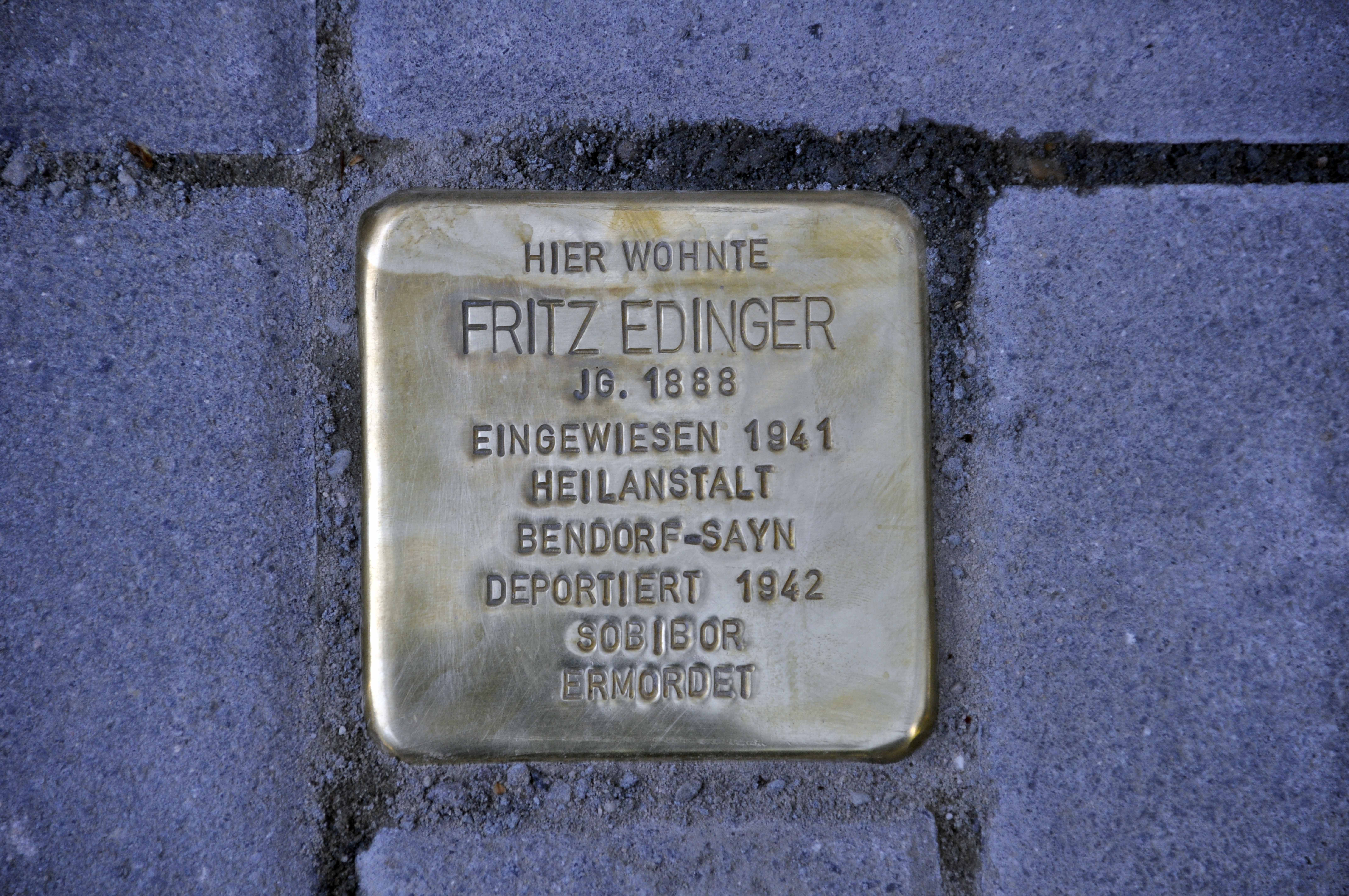
Stolperstein für Fritz Edinger vor dem Haus Gärtnerweg 51, Frankfurt-Westend

Fritz Edinger (* 2. März 1888 in Frankfurt am Main; † wahrscheinlich 19. Juni 1942 in Sobibor) war ein deutscher Nervenarzt und Publizist aus Frankfurt am Main.

## Leben
Marc Adolf Friedrich Edinger, der von Kindheit an immer nur „Fritz“ genannt wurde, war der älteste Sohn des Hirnforschers und Nervenarztes Ludwig Edinger und seiner Frau Anna Edinger. Seine Schwester Dora (1894–1982) heiratete den Pharmakologen Werner Lipschitz-Lindley (1892–1948), seine Schwester Tilly (1897–1967) begründete die Paläoneurologie.
Edinger studierte Medizin und wurde 1913 in Heidelberg promoviert. Seine Doktorarbeit trug den Titel: „Die Leistungen des Zentralnervensystems beim Frosch, dargestellt mit Rücksicht auf die Lebensweise des Tieres“.
1914 heiratete Fritz Edinger die Historikerin Dora Meyer, die ihrerseits 1912 an der Universität Heidelberg im Fach Geschichte mit einer Arbeit über „Das öffentliche Leben in Berlin im Jahr vor der Märzrevolution“ promoviert wurde. Das Paar hatte drei Söhne, der erstgeborene Sohn starb jedoch bereits wenige Tage nach der Geburt. 
Im Ersten Weltkrieg wirkte Fritz Edinger als Militärarzt. Er wurde bei einem Gasangriff verwundet und behielt ein dauerhaftes Nervenleiden zurück. Das Ehepaar Eidinger wirkte im Umfeld des Freien Jüdischen Lehrhauses in Frankfurt und in der jüdischen Loge B’nai B’rith.
1924 erlangte Edinger zusätzlich die Promotion im Fach Soziologie mit einer Arbeit über „Beiträge zur Theorie der Volkswirtschaftspolitik.“ Er gab die Buchreihe „Lebendige Wissenschaft“ heraus, war Korrespondent der „Heilbronner Sonntagszeitung“ und engagierte sich in der Frankfurter SPD. Als Arzt praktizierte er kaum. In Frankfurt wohnte er im Haus Gärtnerweg 55, das seit 1939 jedoch nur noch formal sein eigenes Haus war. Bis Ende 1939 musste Edinger 16.460,77 RM als „Judenvermögensabgabe“ leisten.
Dora Edinger konnte 1936 mit dem jüngsten Sohn Lewis Joachim Edinger (1922–2008) in die USA fliehen, er wurde Politikwissenschaftler. Dem älteren Sohn Wolfgang (1914–1950) gelang die Flucht nach Palästina.  
Am 15. Dezember 1941 wurde Fritz Edinger auf offener Straße verhaftet. Weil er offensichtlich als psychisch krank angesehen wurde, kam er aus dem Strafgefängnis Preungesheim in die Frankfurter Universitäts- und Nervenklinik und später in die Israelitische Heil- und Pflegeanstalt für Nerven- und Gemütskranke Bendorf-Sayn bei Koblenz. Diese diente seit 1940 als zentrale Sammelstelle für jüdische Geisteskranke. Zusammen mit zahlreichen Patienten wurde Fritz Edinger im Juni 1942 nach Sobibor deportiert. Dort wurde er wahrscheinlich schon am Ankunftstag, dem 19. Juni 1942, ermordet.
Für Fritz Edinger wurde im Gärtnerweg 51 in Frankfurt-Westend ein Stolperstein verlegt.

## Privatbibliothek

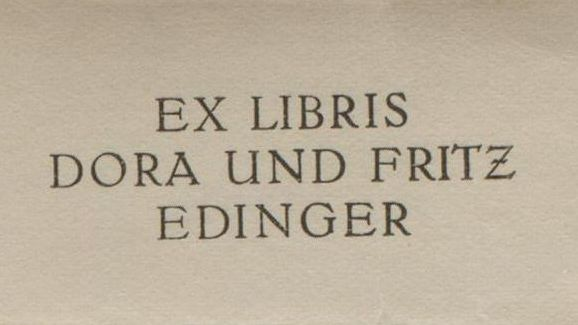

Bei der Suche nach NS-Raubgut in der Württembergischen Landesbibliothek Stuttgart wurde ein Buch aus dem Besitz des Ehepaars Fritz und Dora Edinger gefunden. Es handelt sich um Eduard Bernsteins Schrift: Wesen und Aussichten des bürgerlichen Radikalismus, die 1915 in München bei Duncker & Humblot erschien.

## Werke
- Die Leistungen des Zentralnervensystems beim Frosch, dargestellt mit Rücksicht auf die Lebensweise des Tieres. In: Zeitschrift für allgemeine Physiologie. Bd. 15, H. 3, 1913 (Dissertation Universität Heidelberg 1913).
- Beiträge zur Theorie der Volkswirtschaftspolitik, Frankfurt, Wirtsch.- u. sozialwiss. Diss. v. 30. Juli 1924 [1925].
- Der Begriff des Bedürfnisses und des Aufwands in der ökonomischen Theorie und in der Volkswirtschaftspolitik. In: Robert Wilbrandt (Mitarb.): Wirtschaft und Gesellschaft. Beiträge zur Oekonomik und Soziologie der Gegenwart; Festschrift für Franz Oppenheimer zu seinem 60. Geburtstag, Frankfurt a. M.: Societäts-Dr. 1924, S. 301–312.
- Vom Nächsten und vom Fremdling. In: Gemeindeblatt der Israelitischen Gemeinde Frankfurt am Main. Amtlicher Anzeiger der Gemeindeverwaltung, Jg. 2, Heft 12, August 1924, S. 1–2.
- Deutsch-jüdische Jugend. In: Liberale Blätter. Frankfurter Organ für jüdisch-liberale Interessen, Jg. 1, Heft 3, 1928, S. 18–19.
- Nicht mehr zu retten. Am Sterbebett des Liberalismus. In: Sonntagsblatt, 8. Juli 1928, S. 1–2.
- Bücherschau: Erlebtes, Erstrebtes, Erreichtes. Erinnerungen von Franz Oppenheimer. In: Die Logenschwester. Zeitschrift des Schwesternverbandes der Bnei Briss, Jg. 4, Heft 12, 1931, S. 6–7.